# Tarifas de congestión de San Francisco

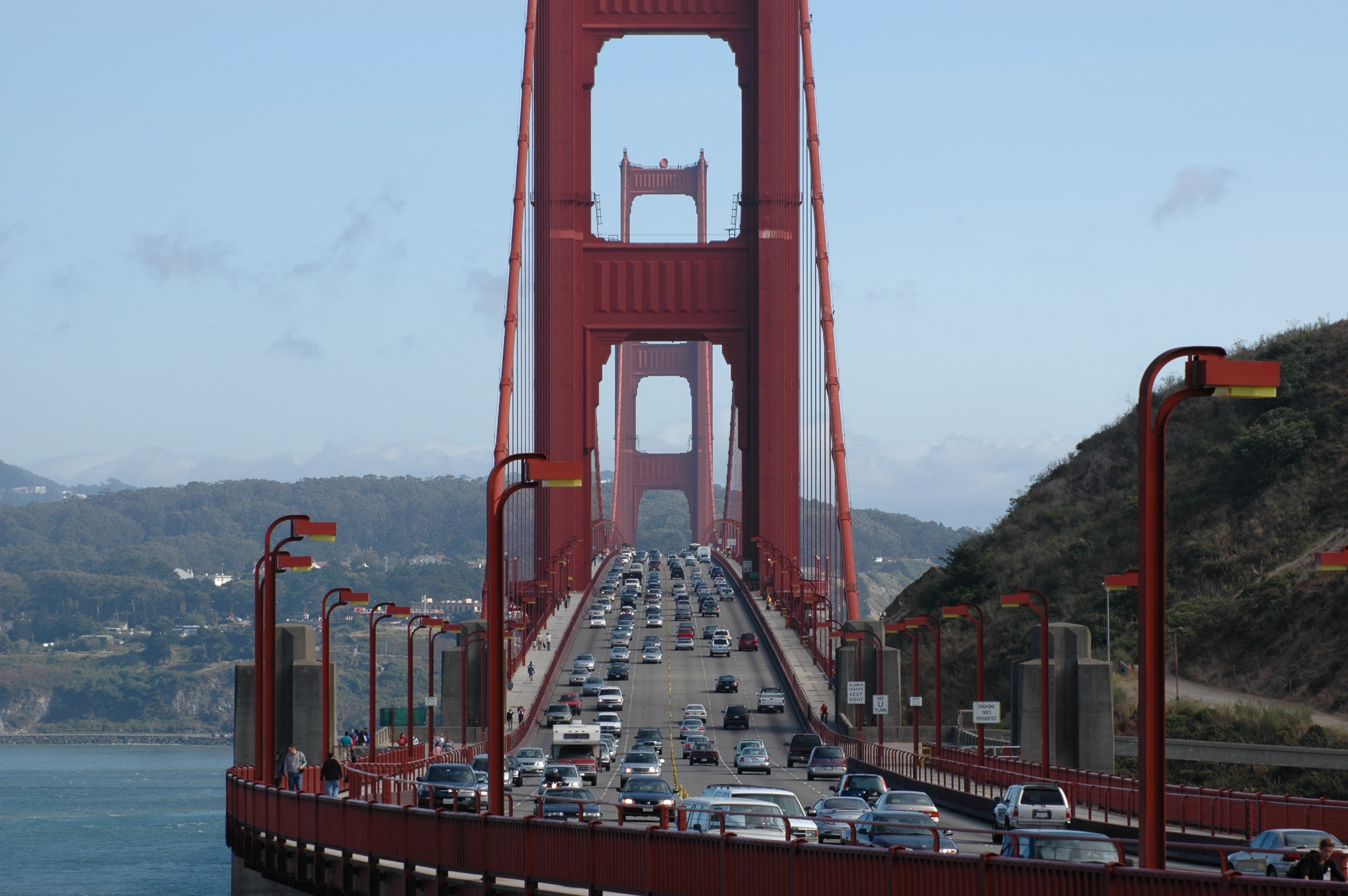
Tránsito entrando a San Francisco a través del Puente Golden Gate.

Las tarifas de congestión de San Francisco (Inglés: San Francisco congestion pricing) es una propuesta para cobrar una tarifa o peaje urbano, a todos los vehículos que entren o salgan de las áreas centrales más congestionadas de la ciudad de San Francisco, California durante los período de mayor demanda de tránsito. 
La tarifa de congestión propuesta es parte de un estudio de movilidad y acceso que está siendo realizado por la Autoridad de Transporte del Condado de San Francisco para reducir la congestión vehicular dentro y en los alrededores de las áreas centrales de la ciudad, así como para reducir los impactos ambientales producidos por el tráfico, incluyendo la disminución de las emisiones de gases de efecto invernadero. Los fondos recaudados con este cargo de congestión serán utilizados para el mejoramiento del transporte público y para programas para facilitar la circulación de peatones y bicicletas en la ciudad.
Este peaje urbano está fundamentado en los principios económicos de tarifas de congestión, que justifica tal cobro en las externalidades o costos sociales producidos por los viajes en auto durante las horas de congestión, tales como contaminación del aire, ruido, accidentes de tránsito, deterioro del medio urbano, y principalmente, las demoras y costos de operación adicionales impuestos en los otros usuarios de las vías. Si la propuesta fuera aprobada e implantada, sería el primer sistema de tarifas viales de congestión puesto en práctica en los Estados Unidos, debido al estancamiento que sufrió en 2008 la propuesta de tarifas de congestión de Nueva York. El sistema propuesto para San Francisco es similar a las tarifas de congestión de Singapur, al peaje urbano de Londres, al impuesto de congestión de Estocolmo y a las tarifas de contaminación de Milán. Los distintos escenarios considerados en el estudio fueron presentados a consulta ciudadana por medio de reuniones públicas realizadas en diciembre de 2008, y los resultados finales del estudio son esperados para finales de 2009.